# Vaughn Monroe

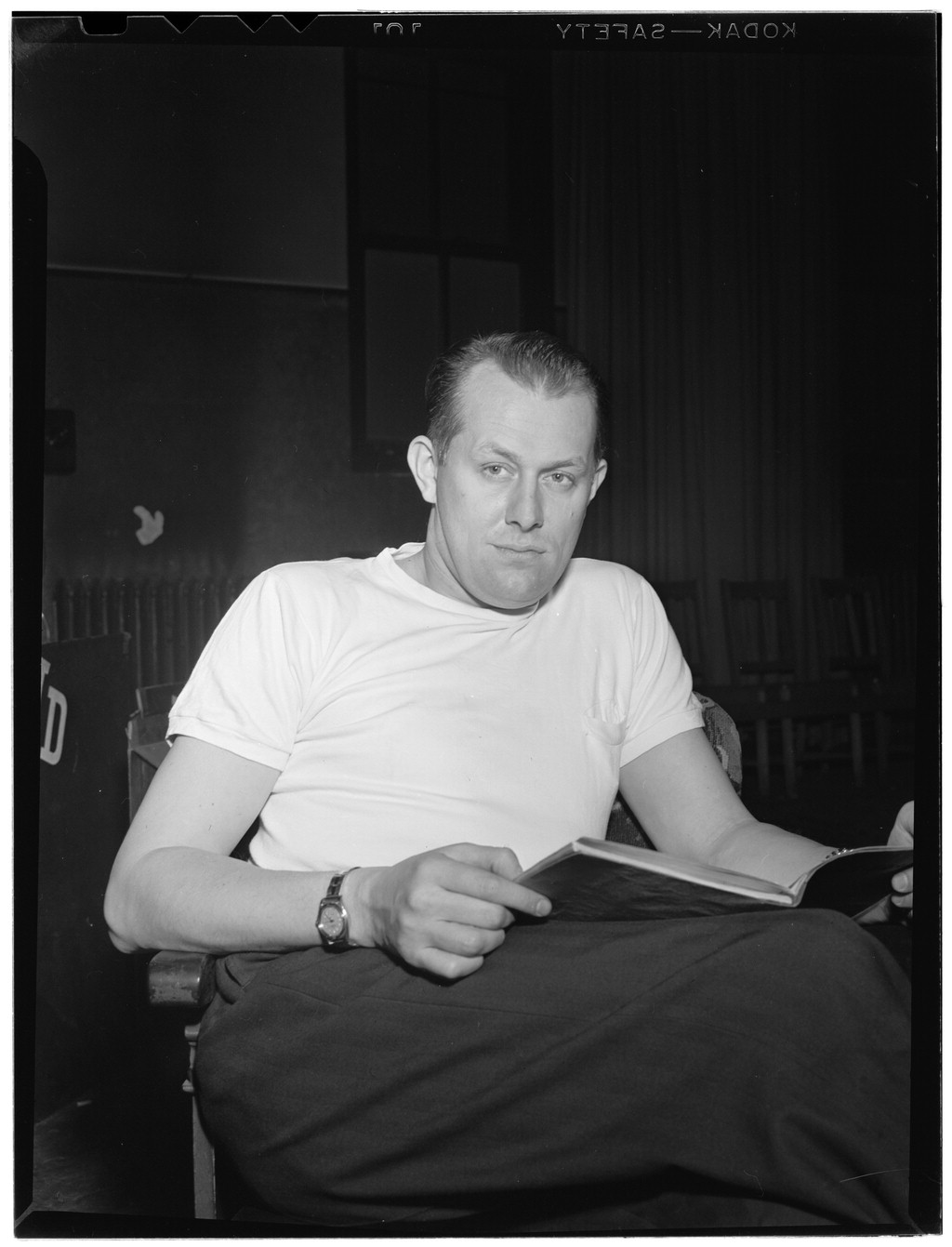
Vaughn Monroe (1947)

Vaughn Monroe (* 7. Oktober 1911 in Akron, Ohio; † 21. Mai 1973 in Stuart, Florida) war ein US-amerikanischer Sänger, Bandleader und Trompeter der Populären Musik.

## Leben und Wirken
Erste Aufmerksamkeit erlangte Monroe 1926, als er einen Amateur-Wettbewerb für Trompeter gewann. Nach mehreren Auftritten bei regionalen Bands wie Gibby Lockhard, Austin Wylie und Larry Funk, studierte er Gesang am New England Conservatory Of Music und trat danach Jack Marshards Orchester in Boston als Sänger und Trompeter bei.
1940 beschloss Monroe, seine eigene Band zu formieren, die schnell populär wurde; schon bald erhielt er einen Plattenvertrag von RCA Victor. Titel wie „Racing With the Moon“, „There! I've Said It Again“, mit dem ihm 1945 der landesweite Durchbruch gelang, „Someday“, "Red Roses for a Blue Lady" und „(Ghost) Riders in the Sky“ (später auch von Frankie Laine interpretiert) begründeten seine steile Karriere. Viele seiner Titel landeten auf den American Top Ten. Während dieser Zeit spielte er auch in einigen Filmen mit: Meet the People mit Lucille Ball und Dick Powell (1944), Carnegie Hall (1947) sowie Der Löwe von Arizona (1952). Große Popularität genoss auch seine Radioshow, die Camel Caravan Show.
Noch Ende der 1940er Jahre zählte das Vaughn Monroe Orchestra – neben den Bands von Tommy Dorsey, Benny Goodman und Harry James zu den erfolgreichsten Big Bands in den USA. Nachdem er aus finanziellen Gründen seine Band 1953 aufgeben musste, ließ in den 1950er Jahren seine Popularität nach. Er startete dann eine Solo-Karriere als Sänger, trat in Clubs und in TV-Shows für RCA Victor auf und spielte in mehreren zweitklassigen Western den singenden Cowboy, wie in Singing Guns von 1949 und Rauchende Pistolen (1959). Als seine Fernsehauftritte und Clubgastspiele sich nicht mehr lohnten, übernahm er die Leitung seines Restaurants in Framington (Massachusetts). Mitte der 1960er Jahre trat er noch gelegentlich auf, wie in Las Vegas.
Er starb nach langer Krankheit in einem Krankenhaus in Florida an einer Überdosis Morphium.
Die Hitliste seiner Titel (darunter 4 goldene Schallplatten) zeigt, dass Monroe mit seiner kräftigen, ausgebildeten Stimme den Zeitgeist traf und sich positiv von vielen anderen Pop- und Countrysängern abhob. In seinen Bands spielten u. a. die Musiker Ray Conniff, Carmen Mastren und Arnold Ross.